# Gouyave
Gouyave è il capoluogo e la città più estesa della  Parrocchia di Saint John a Grenada. Si trova sulla costa occidentale dell'isola.

## Storia
In origine era chiamata Charlotte Town, dal nome della regina Carlotta del Regno Unito, e fu rinominata Gouyave dai francesi a causa della forte presenza di alberi di guava.

## Cultura

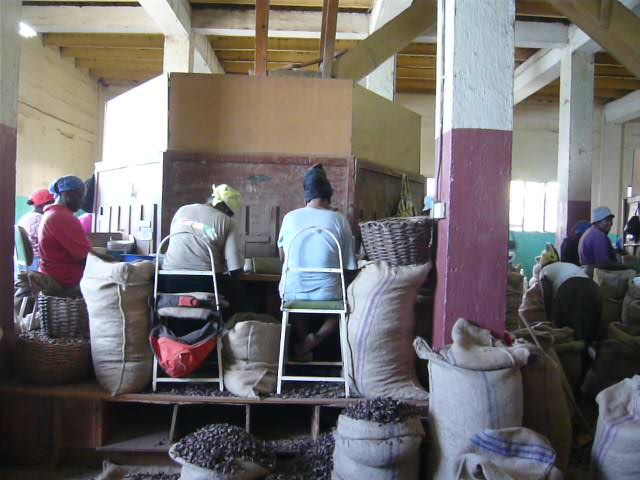
Lavoratori presso la stazione di lavorazione della Cooperativa per la lavorazione della noce moscata.

Una delle celebrazioni annuali della città è il Compleanno dei Pescatori (Fisherman's Birthday). Il 29 giugno i pescatori giungono a Gouyave per gare di barche, intrattenimenti e altre attività. Inoltre ogni venerdì si celebra il Venerdì del Pesce (Fish Friday), una festività settimanale che offre una gran quantità di piatti di pesce e intrattenimenti vari. Il Fish Friday fu fondato per promuovere lo sviluppo della pesca presso la comunità di Gouyave e in tutta la Parrocchia di St. John's.
La città è anche famosa per i suoi impianti di trattamento della noce moscata.